# Zeiselmauer-Wolfpassing
Zeiselmauer-Wolfpassing osztrák község Alsó-Ausztria Tullni járásában. 2022 januárjában 2261 lakosa volt. 

## Elhelyezkedése

Zeiselmauer-Wolfpassing a Tullni járásban

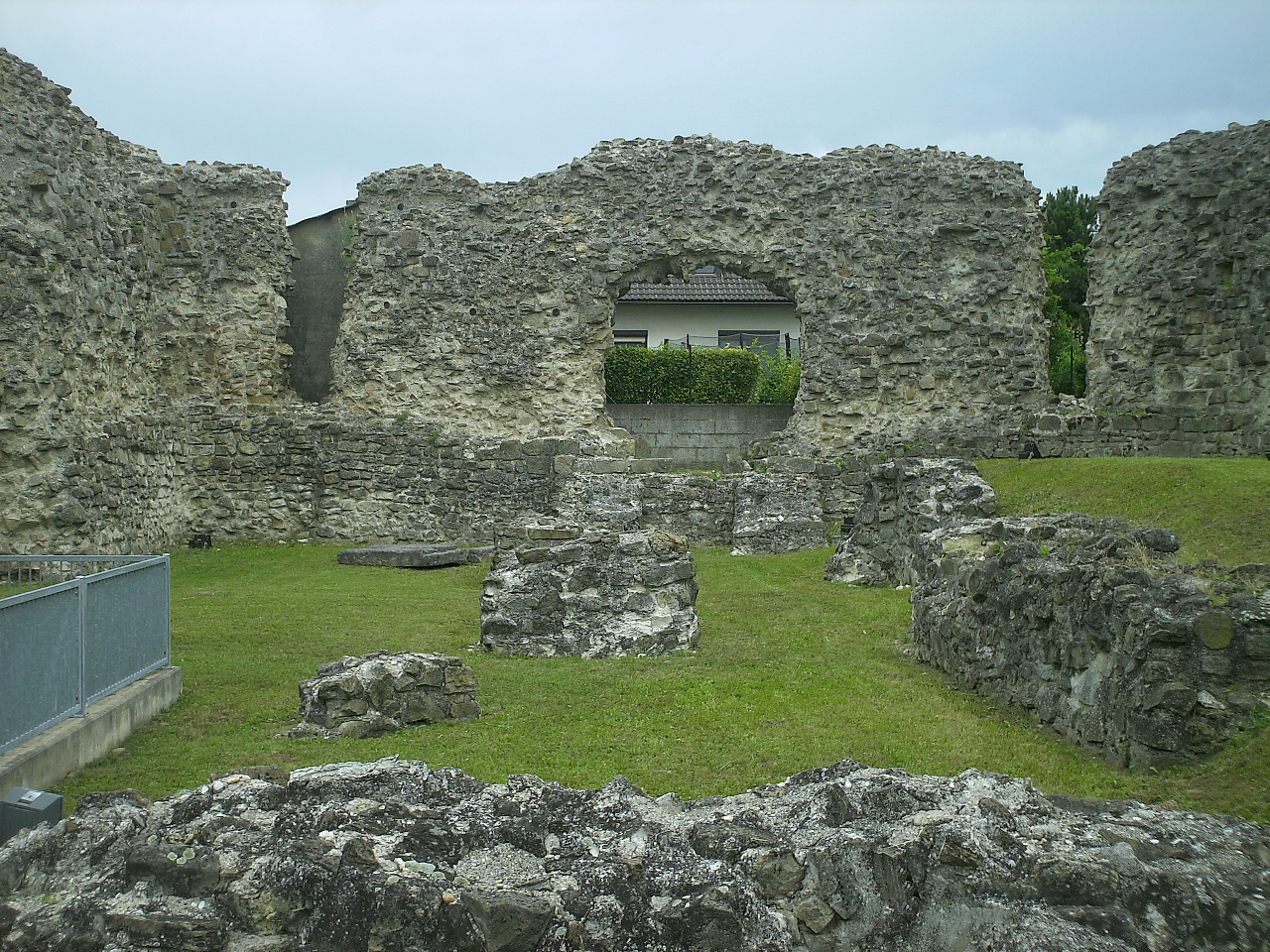
Cannabiaca romjai

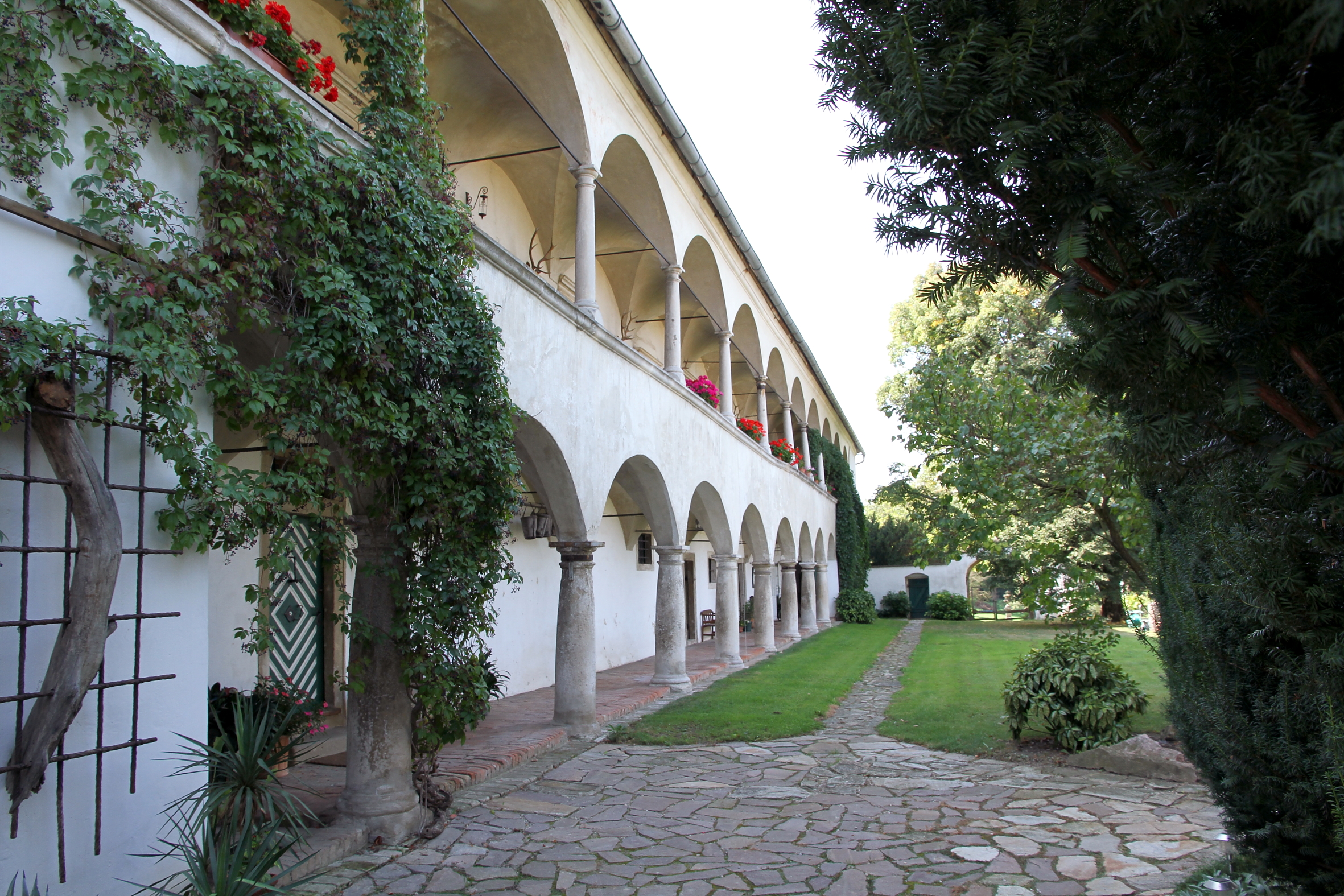
Schloss am Hof

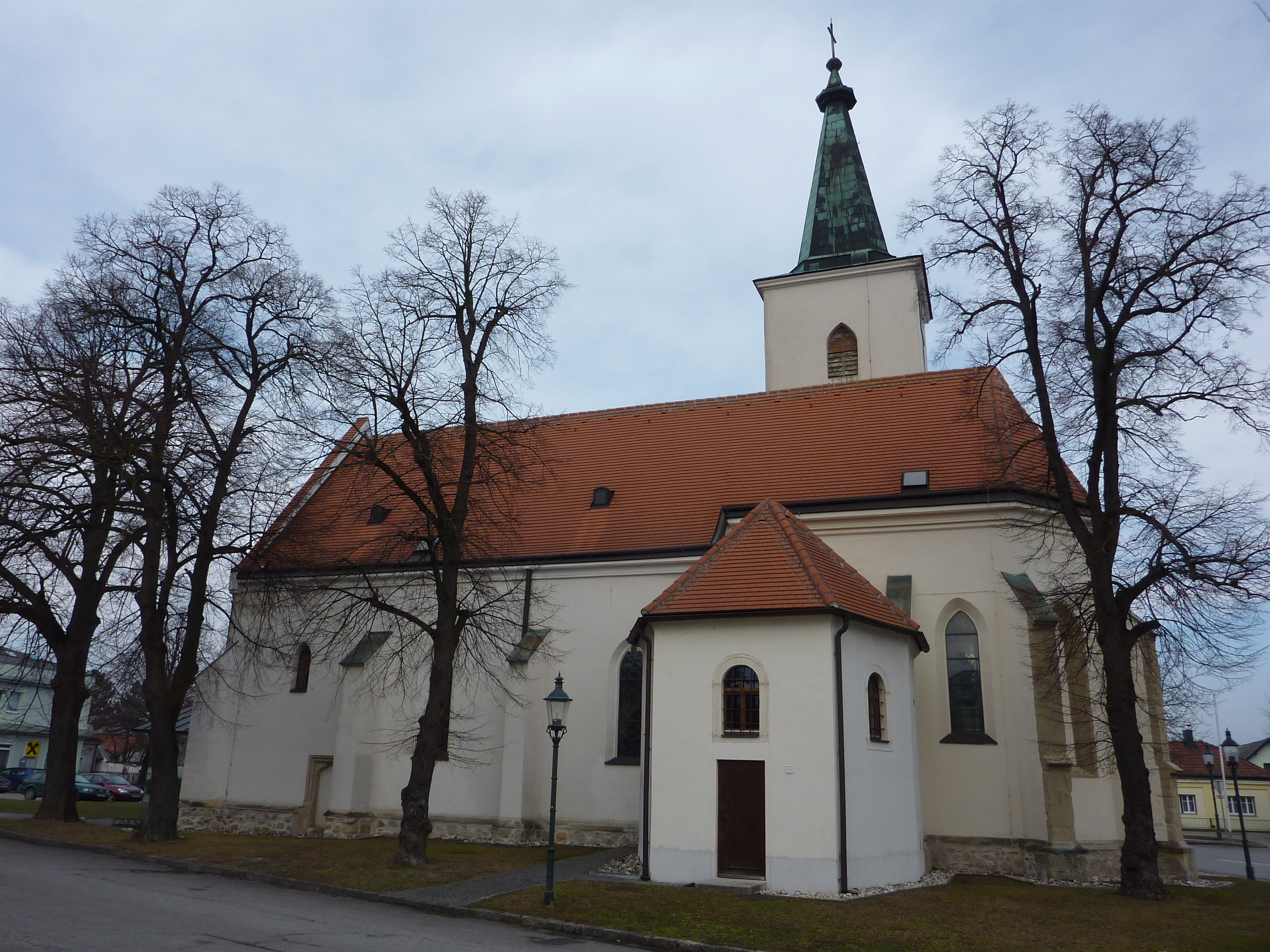
A Szeplőtelen fogantatás-plébániatemplom

Zeiselmauer-Wolfpassing a tartomány Mostviertel régiójában fekszik a Tullni-medencében, a Duna jobb partján. Területének 50,3%-a erdő, 30% áll mezőgazdasági művelés alatt. Az önkormányzat két települést egyesít: Wolfpassing (892 lakos 2022-ben) és Zeiselmauer (1369 lakos).
A környező önkormányzatok: keletre Sankt Andrä-Wördern, délnyugatra Königstetten, nyugatra Muckendorf-Wipfing, északra Hausleiten, északkeletre Stockerau.

## Története
A község területén állt Cannabiaca római erődje, amelynek romjai máig fennmaradtak; Carnuntum után Zeiselmauerben található a legtöbb római rom Ausztriában. Területét 836-ban a Passau apátsága kapta meg. A római romokat felhasználva karoling templomot építettek, amely Alsó-Ausztria egyik legrégibb egyházi épülete. A települést 985-ben említik először.
A passaui püspök palotát építtetett Zeiselmauerben, amelyben akkor lakott ha a püspökség ezen régiójában tartózkodott. A göttweigi apátság alapítója, Altmann püspök, akit a császár az invesztitúraharcok idején lemondatott, ebben az épületben halt meg 1091-ben. Zeiselmauerhez fűződik a neves minnesanger, Walther von der Vogelweide egyetlen ismert "hétköznapi" cselekedete: egy prémkabát megvásárlásáért a püspök 5 "hosszú schillinget" fizettetett ki a számára.
1972-ben Zeiselmauer és Muckendorf községek egyesültek. 1998-ban Muckendorf-Wipfing ismét különvált.

## Lakosság
A zeiselmauer-wolfpassingi önkormányzat területén 2022 januárjában 2261 fő élt. A lakosságszám 1971 óta gyarapodó tendenciát mutat. 2020-ban az ittlakók 90,5%-a volt osztrák állampolgár; a külföldiek közül 2,2% a régi (2004 előtti), 3,1% az új EU-tagállamokból érkezett. 2,8% az egykori Jugoszlávia (Szlovénia és Horvátország nélkül) vagy Törökország, 1,3% egyéb országok polgára volt. 2001-ben a lakosok 72,2%-a római katolikusnak, 4,1% evangélikusnak, 2% ortodoxnak, 18,2% pedig felekezeten kívülinek vallotta magát. Ugyanekkor 6 magyar élt a községben; a legnagyobb nemzetiségi csoportot a németek (94,5%) mellett a szerbek alkották 1,8%-kal.
A népesség változása:

| 2016 | 2 258 |
| 2018 | 2 302 |

## Látnivalók
- Zeiselmauer római erődje
- Schloss Am Hof, reneszánsz kastély
- a Szeplőtelen fogantatás-plébániatemplom

## Fordítás
- Ez a szócikk részben vagy egészben  a   Zeiselmauer-Wolfpassing című német Wikipédia-szócikk ezen változatának fordításán alapul.  Az eredeti cikk szerkesztőit annak laptörténete sorolja fel. Ez a jelzés csupán a megfogalmazás eredetét és a szerzői jogokat jelzi, nem szolgál a cikkben szereplő információk forrásmegjelöléseként.